# Viitasaari (ö i Södra Karelen, Imatra, lat 61,56, long 29,42)
Viitasaari är en ö i Finland. Den ligger i sjön Simpelejärvi och i kommunen Parikkala i den ekonomiska regionen  Imatra ekonomiska region  och landskapet Södra Karelen, i den sydöstra delen av landet, 280 km nordost om huvudstaden Helsingfors. Öns area är 62,6 hektar och dess största längd är 1,3 kilometer i sydöst-nordvästlig riktning.